# رضا بهبودی
رضا بهبودی (زادهٔ ۱ شهریور ۱۳۵۰) بازیگر اهل ایران است.

## زندگی
بهبودی فارغ‌التّحصیلِ کارگردانی تئاتر از دانشکده سینما تئاتر در سال ۱۳۷۶ است. او عضو انجمن بازیگران خانه تئاتر ایران و عضو گروه تئاتر لیو است.
وی فعالیت حرفه‌ای خود را از سال ۱۳۷۶ با بازی در نمایش بینوایان بهروز غریب‌پور آغاز کرد. وی همچنین آثاری همچون همه چیز می‌گذرد تو نمی‌گذری، مدهٔ سن مدار، اطلسی‌های لگدمال‌شده را کارگردانی کرده‌است.
بهبودی در سریال روزگار قریب نقش جوانی مهدی بازرگان نخست‌وزیر دولت موقت ایران را بازی کرد.

## کارنامه هنری

### نمایش خانگی
- تاسیان (تینا پاکروان، ۱۴۰۳)
- در انتهای شب (آیدا پناهنده، ۱۴۰۳)
- داوینچیز  (افشین هاشمی، ۱۴۰۲)
- سیاه چاله  (حسین نمازی، ۱۴۰۲)
- عقرب عاشق  (حسین سهیلی زاده، ۱۴۰۱)
- شبکه مخفی زنان (افشین هاشمی، ۱۴۰۱)
- خاتون (تینا پاکروان، ۱۴۰۰)
- ملکه گدایان (حسین سهیلی زاده، ۱۳۹۹)

### تلویزیونی
- جلال‌الدین (آرش معیریان، ۱۳۹۳)
- آبروی از دست رفته (آیدا پناهنده، ۱۳۹۲)
- دفترخانه شماره ۱۳ (سید وحید حسینی، ۱۳۸۹)
- روزگار قریب (کیانوش عیاری، ۱۳۸۶)
- آخرین غزل (نادر برهانی مرند، ۱۳۸۷)
- آخرین گناه (حسین سهیلی زاده، ۱۳۸۴)

### سینمایی
- نبودنت (کاوه سجادی حسینی، ۱۴۰۱)
- بخارست (سید مسعود اطیابی، ۱۴۰۱)
- آخرین تولد (نوید محمودی، ١۴٠٠)
- گورکن (کاظم ملایی، ۱۳۹۸)
- مجبوریم (رضا درمیشیان، ١٣٩٨)
- سرو زیر آب (محمدعلی باشه آهنگر، ۱۳۹۶)
- اکسیدان (حامد محمدی، ۱۳۹۵)
- مادر قلب اتمی (علی احمدزاده، ۱۳۹۵)
- شنل (حسین کندری، ۱۳۹۵)
- یک روز طولانی (بابک بهرام‌بیگی، ۱۳۹۴)
- اینجا کسی نمی‌میرد (حسین کندری، ۱۳۹۴)
- خشم و هیاهو (هومن سیدی، ۱۳۹۴)
- لانتوری (رضا درمیشیان، ۱۳۹۴)
- هفت ماهگی (هاتف علیمردانی، ۱۳۹۴)
- دلم می‌خواد (بهمن فرمان‌آرا، ۱۳۹۳)
- طبقه حساس (کمال تبریزی، ۱۳۹۲)
- عصبانی نیستم (رضا درمیشیان، ۱۳۹۲)
- آزمایشگاه (حمید امجد، ۱۳۹۰)
- اشکان، انگشتر متبرک و چند داستان دیگر (شهرام مکری، ۱۳۸۶)

### فقط بازیگری
- تله‌تئاتر خواستگاری و خرس حسن معجونی
- بعد از یک نمایش به کارگردانی «فردین مهرآیین»؛ تهران، جشنواره دانشجویی؛ ۱۳۷۳
- بینوایان به کارگردانی «بهروز غریب‌پور»؛ تهران، فرهنگسرای بهمن، تالارشهید آوینی؛ ۱۳۷۶
- عروسکی هفت‌خوان اسفندیار به کارگردانی «حسین ضیایی»؛ (پایان‌نامه دانشجویی)؛ ۱۳۷۶
- درانتظار گودو به کارگردانی «علی‌اکبر علیزاد»؛ تهران، تالار مولوی؛ ۱۳۸۳
- شهرهای نامرئی به کارگردانی حسن معجونی؛ تهران، تئاترشهر، کارگاه نمایش؛ ۱۳۸۴
- من باید برم دیرم شده به کارگردانی «محمد عاقبتی»؛ تهران، تئاترشهر، کارگاه نمایش؛ ۱۳۸۴
- پروانه و یوغ به کارگردانی «آروند دشت‌آرای»؛ تهران، تئاترشهر، کارگاه نمایش، پاریس؛ ۱۳۸۴
- خرس و خواستگاری به کارگردانی حسن معجونی؛ جشنواره فجر، تهران، تئاترشهر، تالار سایه؛ ۱۳۸۴
- مکبث به کارگردانی «آرش دادگر»، تهران، تئاترشهر، تالار نو؛ ۱۳۸۴
- خواب آهسته مرگ به کارگردانی حسن معجونی؛ تالار مولوی؛ ۱۳۸۵
- قدم زدن روی ابر با چشمان بسته به کارگردانی «آروند دشت‌آرای»؛ تهران، تئاترشهر، تالار قشقایی؛ ۱۳۸۵
- آرامش از نوعی دیگر به کارگردانی شبنم فرشادجو؛ تهران، تئاترشهر، تالار قشقایی؛ ۱۳۸۵
- پای بزرگ دیوار شهر به کارگردانی حسن معجونی؛ تهران، تالار مولوی، ششمین جشنواره تئاتر بانوان؛ ۱۳۸۶
- تخت و الماس به کارگردانی مجید گیاهچی؛ تهران، جشنواره آئینی ـ سنتی، فرهنگسرای ابن سینا؛ ۱۳۸۶
- پسران طلاها به کارگردانی مهدی مکاری - تالار مولوی، ۱۳۸۷
- ۱۵ سال آینده به کارگردانی سعیده امیرساعی - سالن استاد انتظامی، خانه هنرمندان ایران؛ ۱۳۸۷
- لیرشاه به کارگردانی آرش دادگر؛ ۱۳۸۸
- مونولوگ اتاق صدا به کارگردانی محمد عاقبتی - سالن استاد انتظامی، خانه هنرمندان ایران؛ ۱۳۸۸
- کالیگولا به کارگردانی همایون غنی‌زاده؛ تهران؛ ۱۳۸۹
- دائی وانیا به کارگردانی حسن معجونی - تماشاخانه ایرانشهر؛ ۱۳۹۰
- ایوانف به کارگردانی امیررضا کوهستانی - تماشاخانه ایرانشهر؛ ۱۳۹۰
- مونولوگ دست‌های دکتر زملوایس به کارگردانی پیام فروتن - سالن استاد انتظامی، خانه هنرمندان ایران؛ ۱۳۹۰
- گلن گری گلن راس به کارگردانی پارسا پیروزفر؛ تهران؛ ۱۳۹۰[۲]
- آمدیم، نبودید، رفتیم به کارگردانی رضا حداد - تماشاخانه ایرانشهر؛ ۱۳۹۰–۱۳۹۱
- صف دراز مورچگان به کارگردانی مهدی چاکری؛ ۱۳۹۱
- در انتظار گودو به کارگردانی همایون غنی‌زاده؛ ۱۳۹۲
- سنگ‌ها در جیب‌هایش به کارگردانی پارسا پیروزفر؛ ۱۳۹۲
- باغ آلبالو به کارگردانی حسن معجونی؛ ۱۳۹۲
- فاوست به کارگردانی حمیدرضا نعیمی؛

۱۳۹۳
پرواز شماره ۷۵۰ به کارگردانی یوسف سلیمانی؛ ۱۴۰۰
باغ به کارگردانی حسن معجونی؛۱۴۰۱

### سمت‌های دیگر
- کارگردانی  همه چی می گذره تو نمی‌گذری "؛ سالن استاد انتظامی، خانه هنرمندان ایران؛ ۱۳۸۷
- کارگردانی  مدهٔ سن مدار " - اداره تئاتر؛ ۱۳۸۶
- کارگردانی نمایش «اطلسی‌های لگدمال‌شده»
- کارگردانی نمایش «اتاق انتظار»
- مشاور فیلم‌نامه فیلم کوتاه «مسافر «به کارگردانی» آرش صافی»
- مشاور کارگردان در نمایش «من باید برم خیلی دیرم شده «به کارگردانی» محمد عاقبتی»؛ تهران، تئاترشهر؛ ۱۳۸۴
- بازیگردان و بازی در فیلم کوتاه «گوشه خیس خیابان «به کارگردانی» پیام عزیزی»[۳]
- بازی در فیلم کوتاه تاج خروس به کارگردانی آیدا پناهنده

## جوایز
- هفدهمین جشنواره فیلم تیبورن
- جشنواره تئاتر دانشگاهی
- جشن بازیگر خانه تئاتر
- جشنواره بین‌المللی فیلم کوتاه پروین اعتصامی
- جشنواره بین‌المللی فیلم ویدئویی تهران[۱]